# Philus pallescens
Philus pallescens es una especie de escarabajo longicornio del género Philus, tribu, Philini, orden, Coleoptera. Fue descrita por Bates en 1866.

## Descripción
Mide 17-22 mm de longitud.

## Distribución
Se distribuye por China.